# Antonino Giuffrè (Bauingenieur)
Antonino Giuffrè (* 17. Januar 1933 in Messina; † 27. November 1997 in Rom) war ein italienischer Bauingenieur.

## Leben
Giuffrè studierte bis 1957 Bauingenieurwesen an der Universität Rom und war ab 1962 an der Fakultät für Architektur der Universität Rom I. Angesichts der Zerstörungen des Irpinia-Erdbebens 1980 (zum Beispiel bei der Kathedrale von Sant’Angelo dei Lombardi, an deren Wiederaufbau er beteiligt war) wandte er sich der möglichst historisch verträglichen Rekonstruktion von historischen Bauten in Erdbebengebieten zu. Dazu studierte er die Statik von historischen Mauerwerken und der im 18. Jahrhundert gepflegten kinematischen Theorie der Stabilität von Mauerwerksbögen (Traglasttheorie ähnlich Jacques Heyman, nur von einem kinematischen statt einem statischen Standpunkt).
Er war in Italien ein führender Wissenschaftler für historische Bautechnik mit Salvatore Di Pasquale und Edoardo Benvenuto.

## Schriften
- Analisi matriciale delle strutture. Statica, dinamica, dinamica aleatoria. Masson, Mailand 1982
- mit R. Giannini: La risposta non lineare delle strutture in cemento armato. In: G. Grandori (Hrsg.): Progettazione e particolari costruttivi in zona sismica. Rom 1982, S. 175–238
- La meccanica nell’architettura. NIS, Rom 1986
- Monumenti e terremoti: aspetti statici del restauro. Multigrafica, Rom 1988.
- mit P. Marconi: Un progetto in itinere: il restauro della cattedrale di S. Angelo dei Lombardi, Ricerche di storia dell’arte, XIII, Band 35, 1988, S. 37–54.
- mit C. Baggio, R. Mariani: Seismic response of mechanism of masonry assemblages. In: Proceedings of the 9th European conference on earthquake engineering, Moskau, Band 5, 1990, S. 221–230.
- Letture sulla Meccanica delle Murature Storiche. Kappa, Rom 1991
- mit A. Carocci: Statics and dynamics of historical masonry buildings. In: International Workshop on Structural Restoration of Historical Buildings in Old City Centres, Heraclion (Crete), 1992, S. 35–95.
- mit A. Carocci: Codice di pratica per la sicurezza e la conservazione dei Sassi di Matera. 1997